# 베니스랜드
베니스랜드(Veniceland)는 제주특별자치도 서귀포시 성산읍 난산리에 위치한다.
2014년 4월에 개장한 베니스랜드는 물의 도시 이탈리아 베니스를 모티브로 한 테마랜드로, 23개의 테마 정원과 베니스 폭포가 조성되어 있다. 약 700m의 수로를 따라 베니스 곤돌라 체험을 할 수 있으며, 약 30분~50분 정도가 소요된다.
내부에 있는 세계오지박물관에서는 전 세계 오지 민족의 의상과 문화 등을 체험할 수 있다. 박물관 내부는 각 대륙별 5개의 전시관과 더불어 어린이관, 베니스 갤러리, 제주문화관, 카사노바관의 9개 전시관으로 구성되어 있다.

## 사진

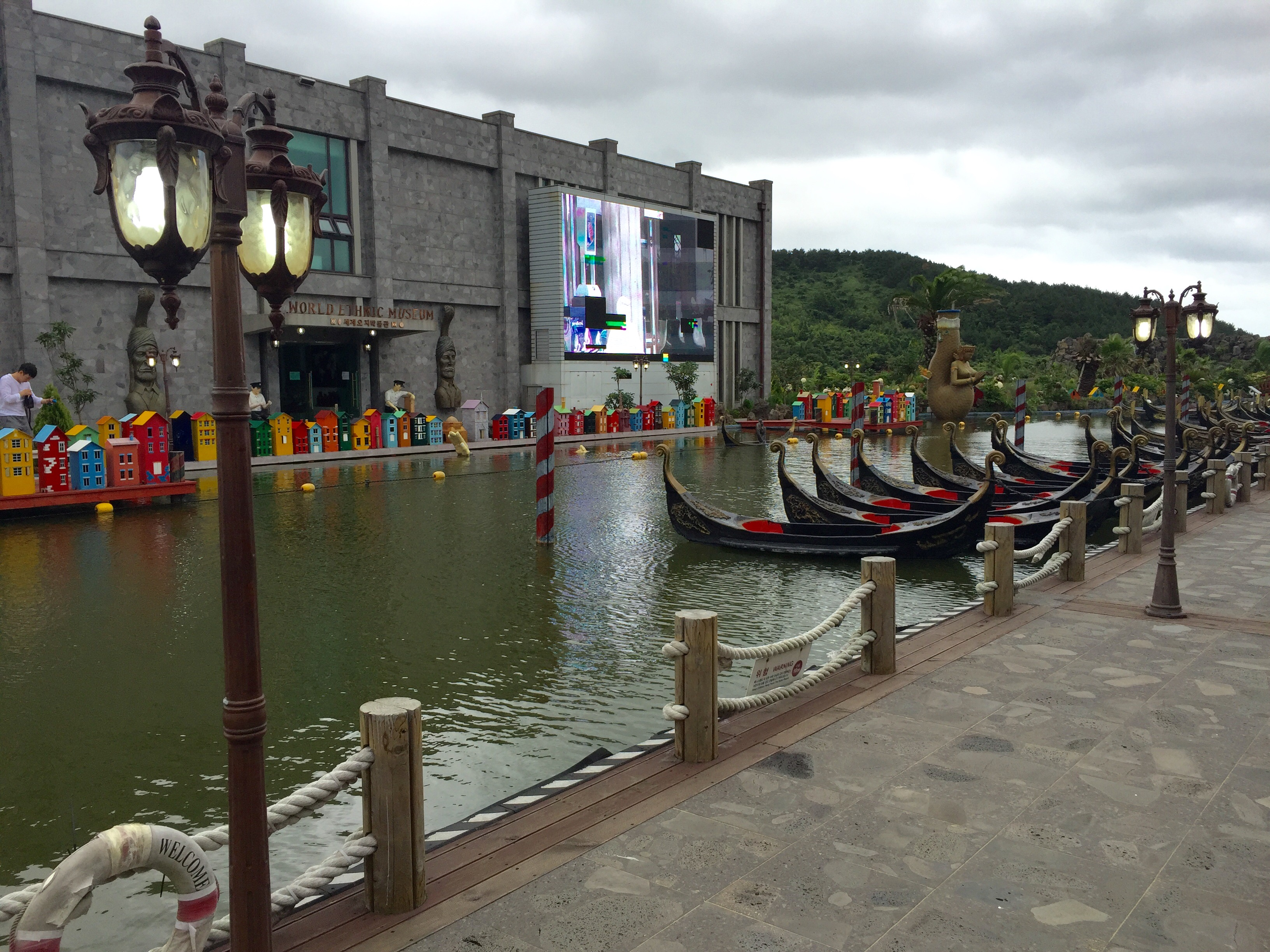
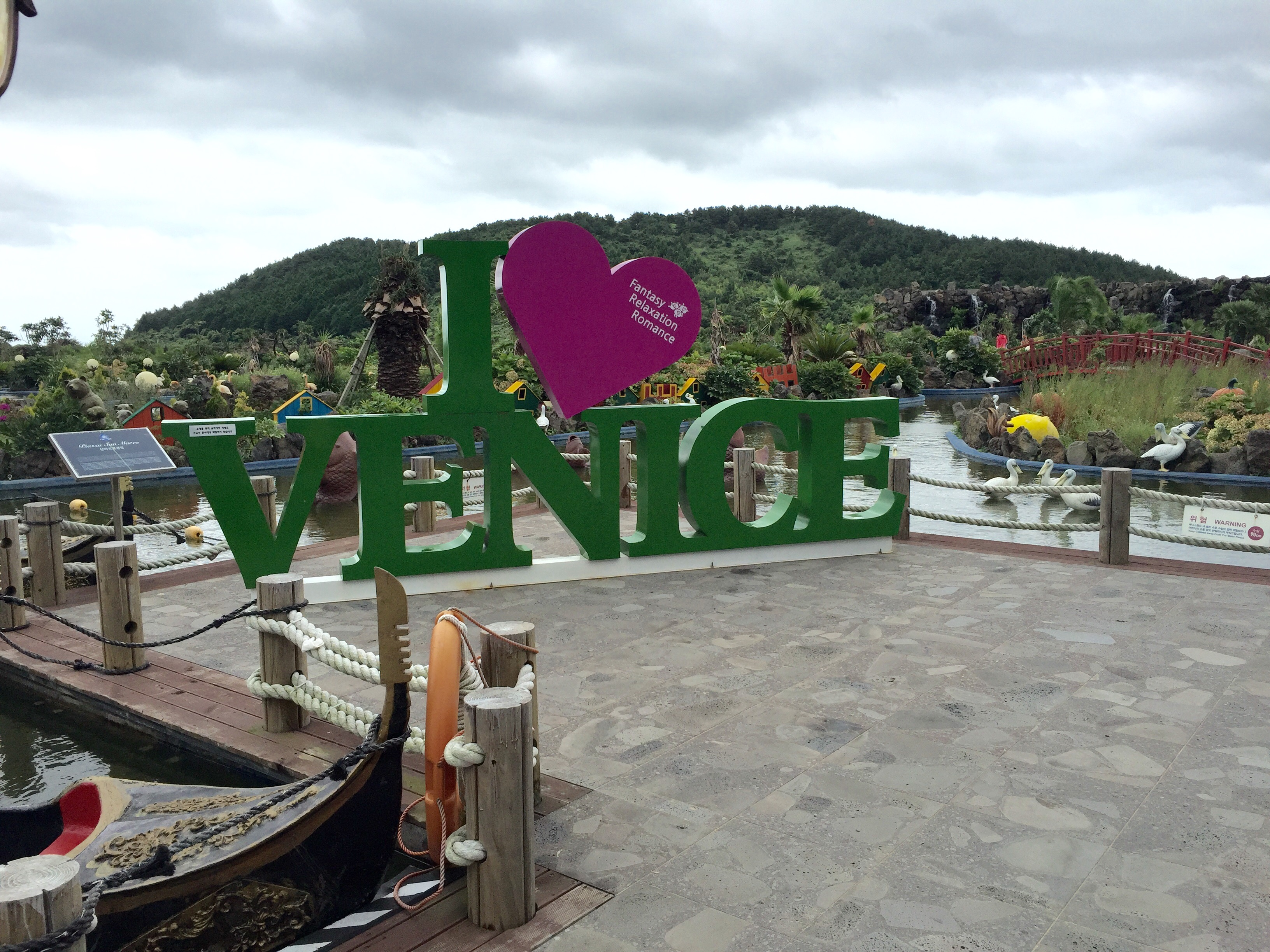
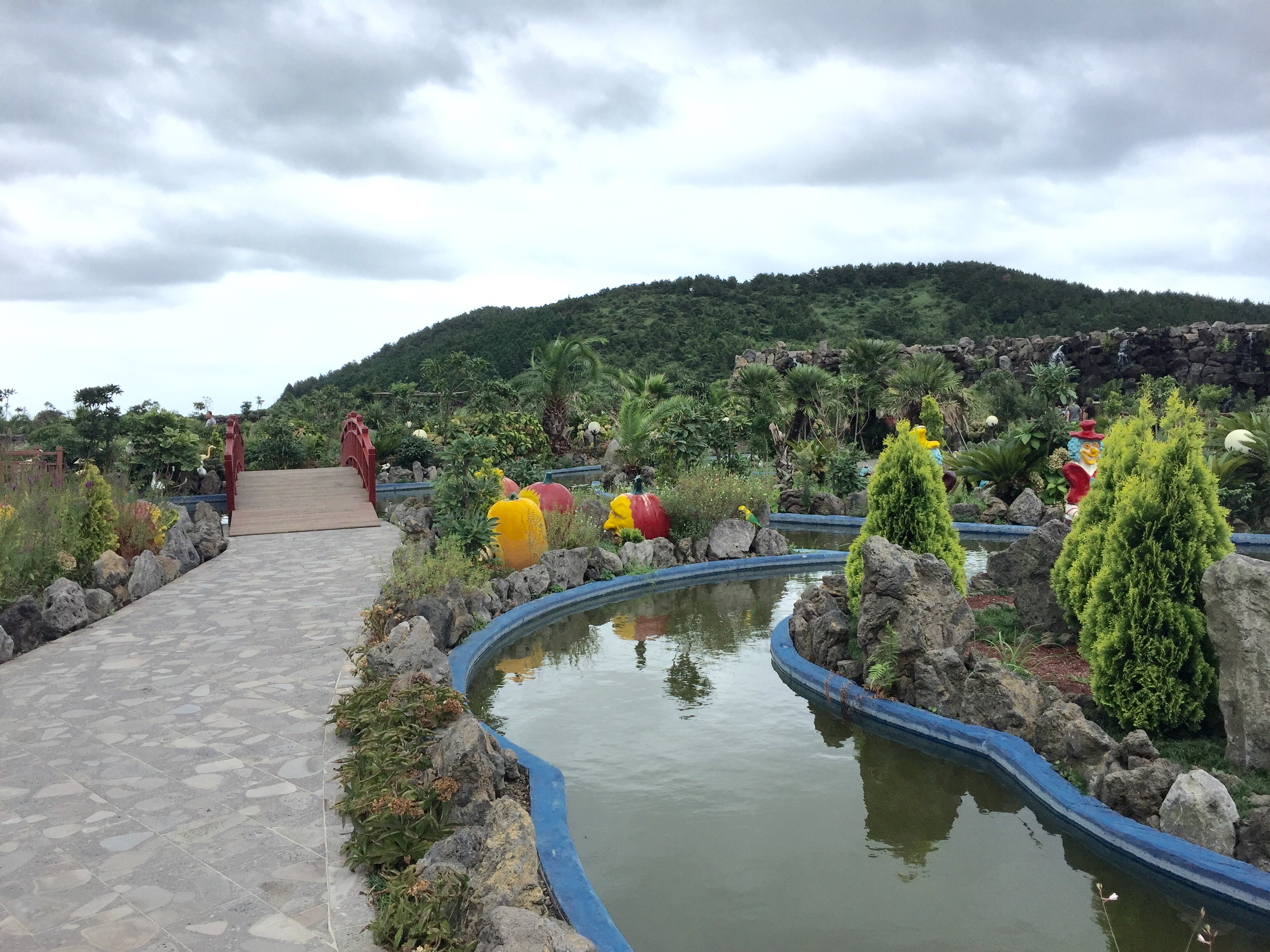
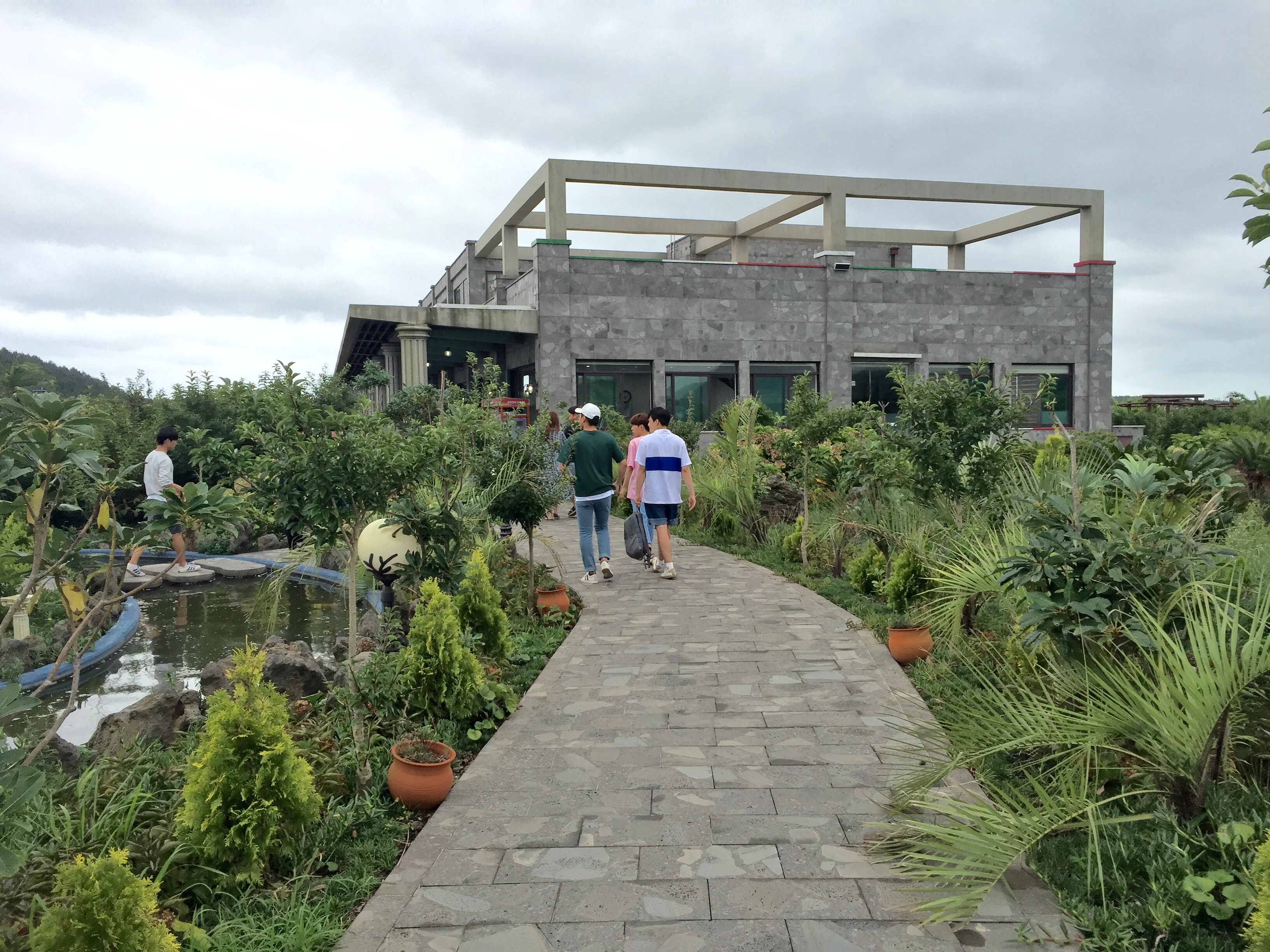
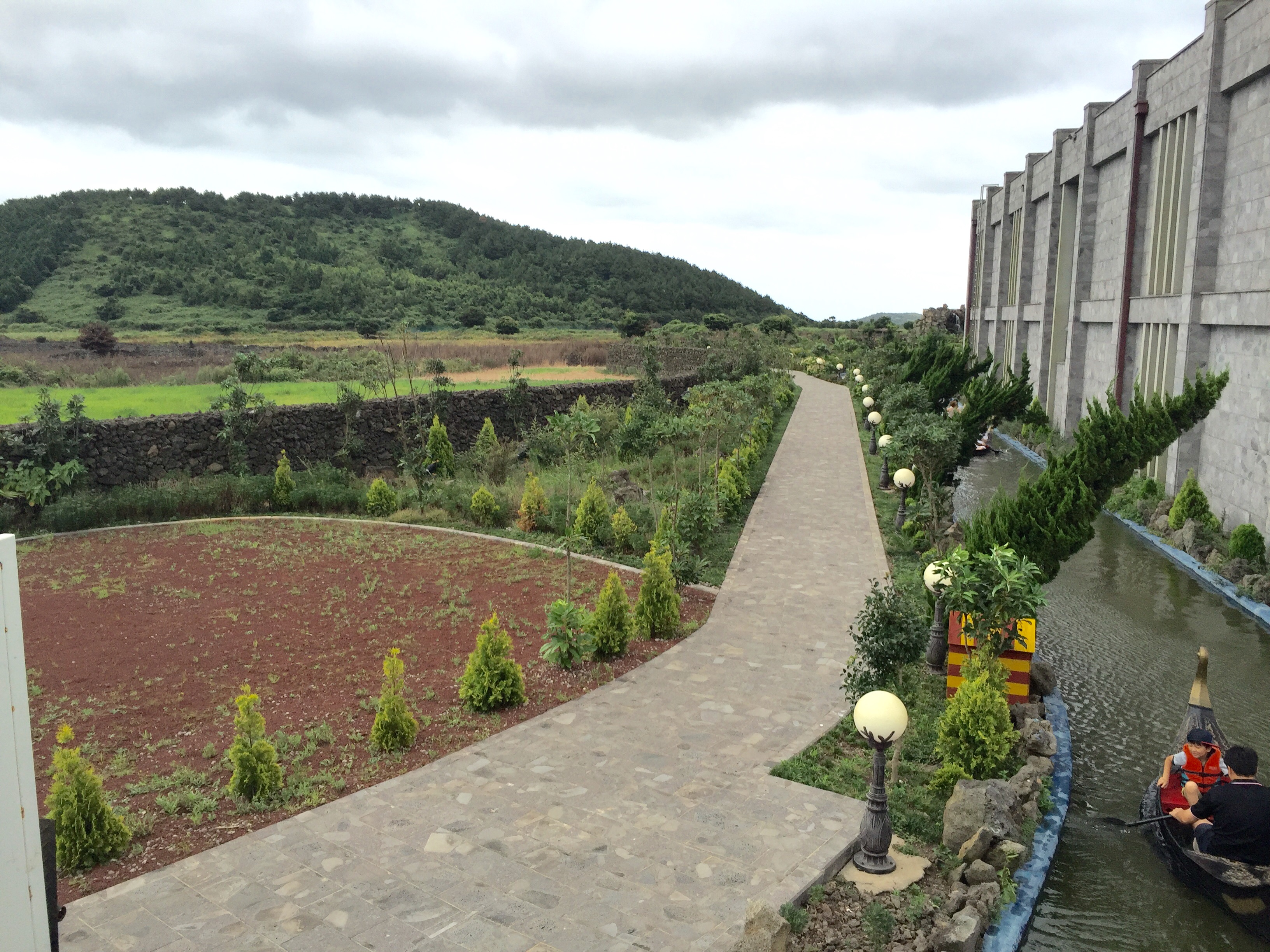